# La Dette (film, 2012)
 (janvier 2021).
Si vous disposez d'ouvrages ou d'articles de référence ou si vous connaissez des sites web de qualité traitant du thème abordé ici, merci de compléter l'article en donnant les références utiles à sa vérifiabilité et en les liant à la section « Notes et références ».
Cet article concerne le film de Jennifer Baichwal. Pour le film de Brian Helgeland, voir Payback.
Pour les articles homonymes, voir Payback.
La Dette (Payback) est un film documentaire canadien écrit et réalisé par Jennifer Baichwal en 2012, et basé sur le livre Payback: Debt and the Shadow Side of Wealth (en) de Margaret Atwood.
Il a été présenté au Festival de Sundance 2012.

## Synopsis
Le film traite du concept de la dette (pas uniquement financière) dans les différentes sociétés du monde.
Inspiré de l'ouvrage à succès de Margaret Atwood Comptes et légendes, la dette et la face cachée de la richesse, ce long métrage documentaire de Jennifer Baichwal présente la dette sous une perspective fascinante en la décrivant comme une construction de l’imaginaire, et observe son influence sur les relations, les sociétés, les structures  dirigeantes et le sort de la planète.

## Fiche technique
- Titre original anglais: Payback
- Titre français : La Dette
- Réalisation : Jennifer Baichwal
- Scénario : Jennifer Baichwal
- Production : Ravida Din (en)
- Société de production : Office national du film du Canada
- Photographie : Nicholas de Pencier (en)
- Musique : Martin Tielli
- Genre : film documentaire
- Langue : anglais
- Durée : 86 minutes
- Pays d'origine : Canada
- Dates de sortie :
  -  Festival de Sundance 2012 : 20 janvier 2012